# 6530 Adry
6530 Adry è un asteroide della fascia principale. Scoperto nel 1994, presenta un'orbita caratterizzata da un semiasse maggiore pari a 2,6554407 UA e da un'eccentricità di 0,1673009, inclinata di 14,00208° rispetto all'eclittica.